# Cenerentola (film 1934)
Cenerentola (Poor Cinderella) è un cartone animato del 1934 diretto da Dave Fleischer e con Betty Boop, tratto dalla favola popolare di Cenerentola.
Il film è di pubblico dominio.

## Trama
Betty veste i panni di Cenerentola, una povera serva vittima delle violenze e dei soprusi delle sorellastre che le fanno svolgere i lavori più umili e pesanti e le impediscono di andare al gran ballo serale del principe. La fata turchina accorre in suo aiuto e con la bacchetta magica le dona uno splendido vestito e una carrozza piena di magnifici cavalli bianchi. Infine la buona fatina, prima che Betty se ne vada, la avverte che tutto l'incantesimo finirebbe entro mezzanotte e lei tornerebbe una povera sguattera come prima, a meno che Betty non faccia innamorare il principe e lo baci. Il corto finisce con Betty che calza la sua scarpetta e sposa il principe che la porta alla reggia mentre le sorellastre litigano animatamente e si danno la colpa a vicenda.

## Formato
Il film è stato realizzato col processo in Cinecolor, dato che Walt Disney si era appropriato del Technicolor per i suoi cartoni animati dal 1932 al 1935. Infatti qui Betty ha i capelli rossicci invece che neri e gli occhi azzurri.